# Masaaki Tezuka
Masaaki Tezuka, född 24 januari 1955 i Japan, är en japansk regissör som bland annat regisserat tre Godzilla-filmer.

## Filmografi (regissör)
- 2000 – Godzilla vs. Megaguirus
- 2002 – Godzilla Against Mechagodzilla
- 2003 – Godzilla: Tokyo S.O.S.